# Lepanthes evansiae
Lepanthes evansiae là một loài thực vật có hoa trong họ Lan. Loài này được Luer & Hirtz mô tả khoa học đầu tiên năm 1996.